# Péré (Charente-Maritime)
Péré is een plaats en voormalige gemeente in het Franse departement Charente-Maritime in de regio Nouvelle-Aquitaine en telt 318 inwoners (2005). De plaats maakt deel uit van het arrondissement Rochefort.

## Geschiedenis
Op 1 maart 2018 fuseerde de gemeente met Saint-Germain-de-Marencennes tot de commune nouvelle Saint-Pierre-la-Noue.

## Geografie
De oppervlakte van Péré bedraagt 8,5 km², de bevolkingsdichtheid is 37,4 inwoners per km².
De onderstaande kaart toont de ligging van Péré (Charente-Maritime) met de belangrijkste infrastructuur en aangrenzende gemeenten.

## Demografie
Onderstaande figuur toont het verloop van het inwonertal.